# Adamou Idé
Adamou Idé, né le 22 novembre 1951 à Niamey,  est un poète et romancier nigérien.

## Biographie
De langue maternelle zarma, Adamou Idé quitte son domicile à Niamey, au Niger, pour étudier l'administration publique en France. Il obtient des diplômes de la Sorbonne (Université de Paris I) et de l'Institut international d'administration publique de Paris.
Il devient fonctionnaire au gouvernement du Niger et dans des organisations internationales.
Adamou Idé publie son premier recueil de poèmes, Cri Inachivé (Le Cri inachevé) en 1984, et son premier roman en 1987. Il publie en français et en zarma. Idé remporte le premier Prix National Nigérien de Poésie (Prix national de Poésie) en 1981 et le Grand Prix Littéraire Boubou Hama du Niger en 1996. Il est membre du jury du Grand prix littéraire d'Afrique noire en 1991 et est distingué par le titre de Chevalier de l'Ordre du Mérite (« Chevalier dé l'Ordre du Mérite ») du Niger. Il est président de la Société des Gens du Lettres du Niger, et du 3e Forum Africain du Film Documentaire (Niamey, 2008).

## Publications
- Tous les blues ne donnent pas le cafard (Roman), Ciboure, Éditions La Cheminante, 2009 (ISBN 978-2-917598-05-4)
- Misères et grandeurs ordinaires (Roman), Hendaye, Éditions La Cheminante, 2008 (ISBN 978-2-917598-00-9)
- Chants de mer pour un fils malade (Poèmes), Niamey, Éditions Nathan-Adamou, 2006
- J'ai dit que… [« Ay ne hân (zarma) »] [« Alors j'ai dit… »] (Court métrage de fiction), Niamey, Éditions Albasa, coll. « Collection éditée », 2004
- Wa sape ay se ! [« Wa sape ay se ! (zarma) »] [« Votez pour moi ! »] (Court métrage de fiction), Niamey, Éditions Albasa, 2003 (ISBN 978-99919-0-043-8)
- Talibo, un enfant du quartier (Roman), Paris, Éditions L'Harmattan, 1996 (ISBN 978-2-7384-4311-3)
- Sur les terres de silence (Poèmes), Paris, Éditions L'Harmattan, 1994 (ISBN 978-2-7384-2571-3)
- La Camisole de paille (Roman), Niamey, Imprimerie Nationale du Niger, 1987 (OCLC 20932594)
- Le Cri inachevé (Poèmes), Niamey, Imprimerie Nationale du Niger, 1984 (OCLC 15300331)
- Camarades (Roman) aux Editions du flamboyant et communication, sorti en 2021[2]